# اندروید آبنبات‌چوبی
اندروید آب‌نبات‌چوبی یا اندروید لالی‌پاپ (به انگلیسی: Android Lollipop)، (به‌معنای آبنبات چوبی) یا  اندروید ۵ یا اندروید L یکی از نسخه‌های سیستم‌عامل اندروید است که توسط گوگل در ۱۵ اکتبر ۲۰۱۴ ارائه گردید. اندروید L که مخفف این‌نسخه از اندروید می‌باشد و براساس گفتهٔ رئیس بخش اندروید گوگل، سوندار پیچای، بزرگ‌ترین به‌روزرسانی در اندروید است.

## ویژگی‌ها
از توانایی‌های تازه و مهم اندروید ۵ می‌توان به موارد ذیل اشاره کرد:
- توانایی Screen Pinning و حالت کاربر مهمان برای افزایش امنیت در هنگام قرض‌دادن تلفن همراه به دوستان
- تنظیم پروفایل‌های گوناگون که پیش‌از این در گوشی‌های نوکیا به کار می‌رفت و در اندروید وجود نداشت
- بهبود کارکرد حافظهٔ موقت (رم) با استفاده از معماری آرت به جای دالویک
- زبانه‌های چندکارگی (Multi Tasking یا انجام چندکار به‌صورت هم‌زمان) متفاوت و سریع‌تر
- مخفی‌کردن برنامه‌های دلخواه با تعریف در قسمت Protected Apps
- شخصی‌سازی نوار وضعیت و آگاه‌سازی‌ها و حالت No Interruption و محدودکردن نمایش آگاه‌سازی‌ها در حالت قفل صفحه
- رابط کاربری زیباتر و روان‌تر[۵]
- جایگزینی کامل ران‌تایم آرت با ران‌تایم دالویک
- استفاده از طراحی متریال در تمامی بخش‌های سیستم‌عامل
- اندروید آب‌نبات‌چوبی همچنین از پردازنده‌های ۶۴ بیتی نیز پشتیبانی می‌کند.
- انتشار بیش‌از ۵۰۰۰ بستهٔ API برای توسعه‌دهندگان توسط گوگل
- در اندروید ۵، تصاویر، آهنگ‌ها، نرم‌افزارهای کاربردی و جستجوها به شکل بهتری بر روی تمامی دستگاه‌های اندرویدی همگام‌سازی خواهد شد.
- ذخیرهٔ انرژی، چندکاربره، حالت مهمان و ایمن‌کردن و قفل‌کردن گوشی با اتصالات بلوتوث